# Större präriehöna
Större präriehöna (Tympanuchus cupido) är en hotad nordamerikansk hönsfågel i familjen fasanfåglar.

## Utseende och läten
Större präriehöna är en knubbig, brunbandad hönsfågel med en kroppslängd på 43 cm. Gula hudflikar formar ögonbryn. Dessa blåses upp under spelet, då hanen även reser de förlängda halsfjädrarna och exponerar uppblåsta gula strupsäckar. Mindre präriehöna är lik men är som namnet avslöjar mindre, men också ljusare och har istället purpurröda strupsäckar. Spellätet skiljer sig också, ett ljust bubblande ljud snarare än större präriehönans hoande.

## Utbredning och systematik
Större präriehöna delas in i tre underarter, varav en utdöd, med följande utbredning:
- Tympanuchus cupido pinnatus – förekommer i södra och centrala Kanada, nordöstra Oklahoma och nord-centrala Tennessee
- Tympanuchus cupido cupido – förekom tidigare i nordöstra USA, utrotades ca 1932
- Tympanuchus cupido attwateri – förekommer i kustnära sydöstra Texas

De tre arterna präriehöns i Tympanuchus står mycket nära varandra genetiskt. Det tyder på att de antingen utvecklades i isolering under pleistocen och att sedermera hybridisering fördunklar de genetiska skillnaderna, eller att den ursprungliga arten utvecklades mycket senare. Större präriehöna hybridiserar rätt utbrett med spetsstjärtad präriehöna där utbredningsområdena möts. På Manitoulin Island i Ontario kan hela fem till 25% av populationen utgöra hybrider.
Nominatformen cupido har i genetiska studier visat sig vara mest avvikande av alla taxon i Tympanuchus. Dessa resultat har dock ännu inte lett till några taxonomiska förändringar.

### Släktskap
Präriehönsen placerades tidigare tillsammans med järpar, orrar, ripor och tjädrar i den egna familjen skogshöns (Tetraonidae). Genetiska studier visar dock att de utgör en del av familjen Phasianidae. Där utgör de en klad närmast släkt med kalkoner (Meleagris) och dessa två tillsammans med koklassfasan (Pucrasia macrolopha). Präriehönsen står närmast järparna i Dendragapus.

## Status
Större präriehöna har minskat i antal under lång tid och försvunnit från områden där den tidigare varit vanlig. Fram till 2020 kategoriserade Internationella naturvårdsunionen IUCN arten som sårbar, men har därefter nedgraderat arten till den lägre hotnivån nära hotad, vilket innebär att den inte längre anses vara utrotningshotad. Världspopulationen uppskattas till 360.000 vuxna individer.

## Bilder

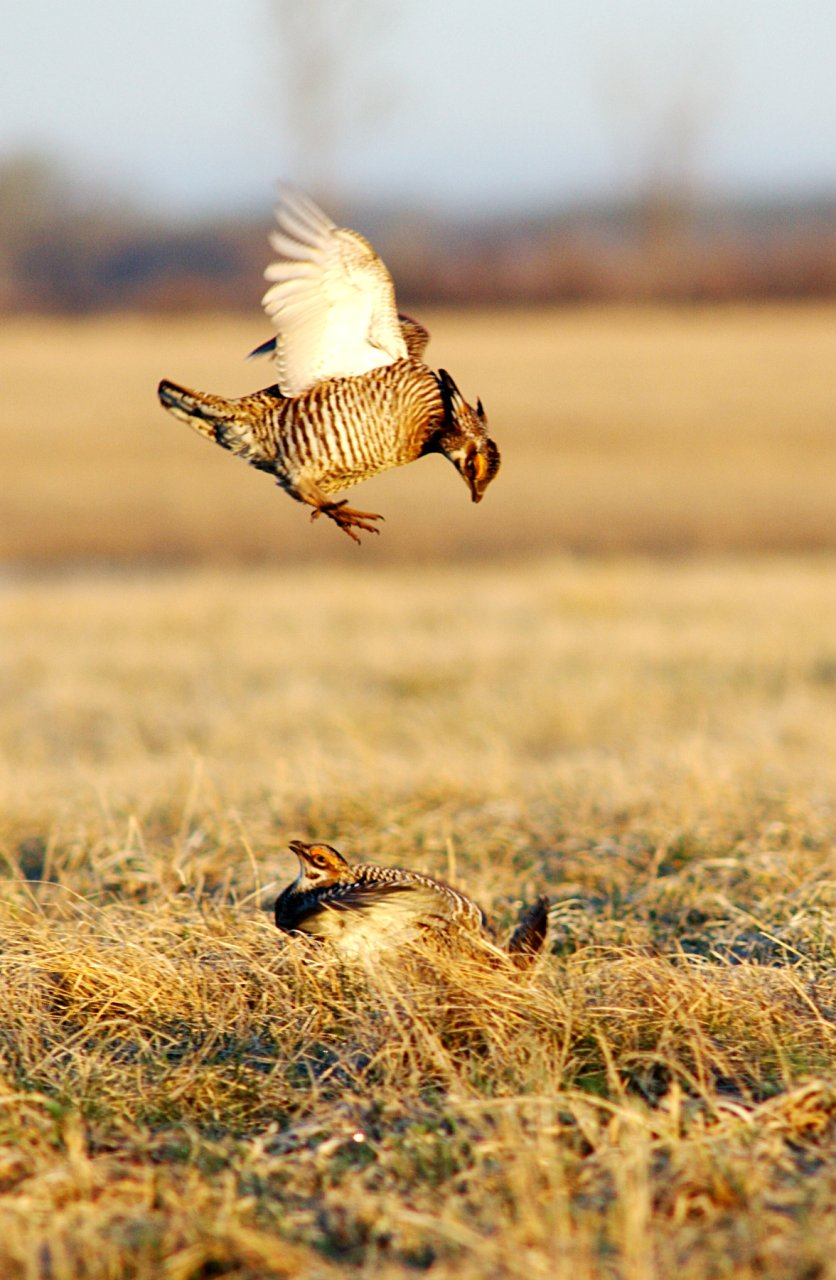
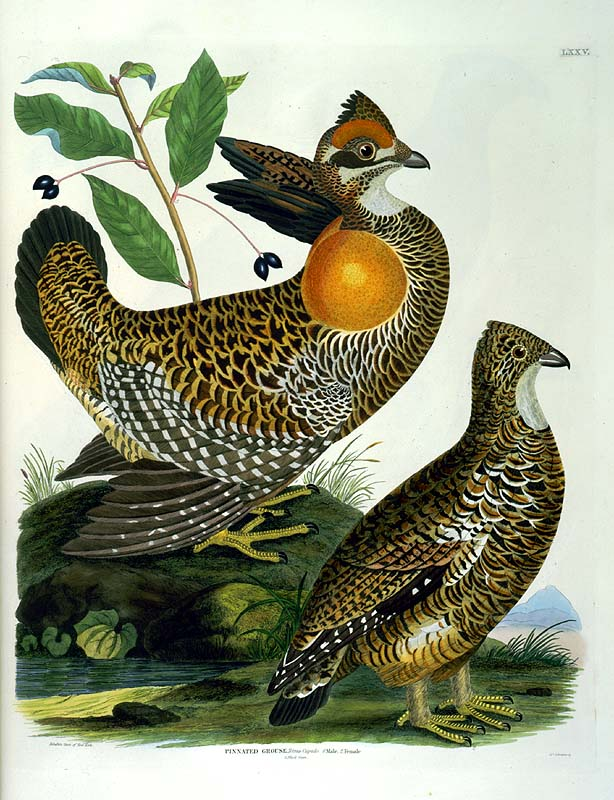
Teckning av den nu utdöda nominatformen cupido.
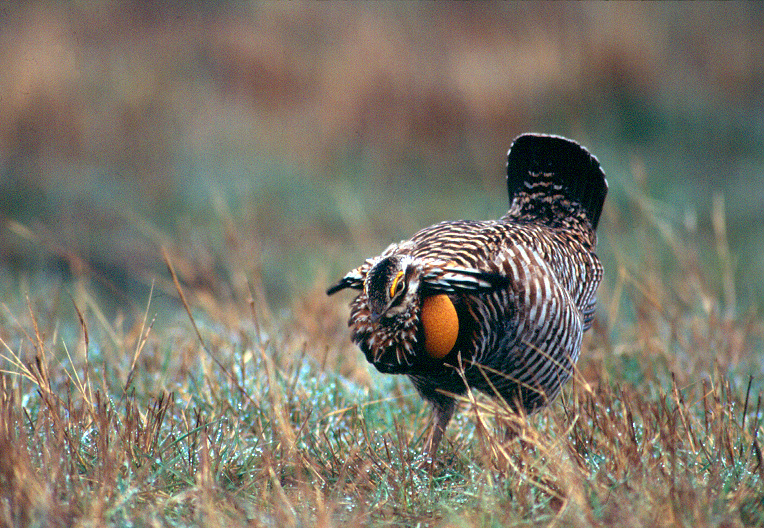
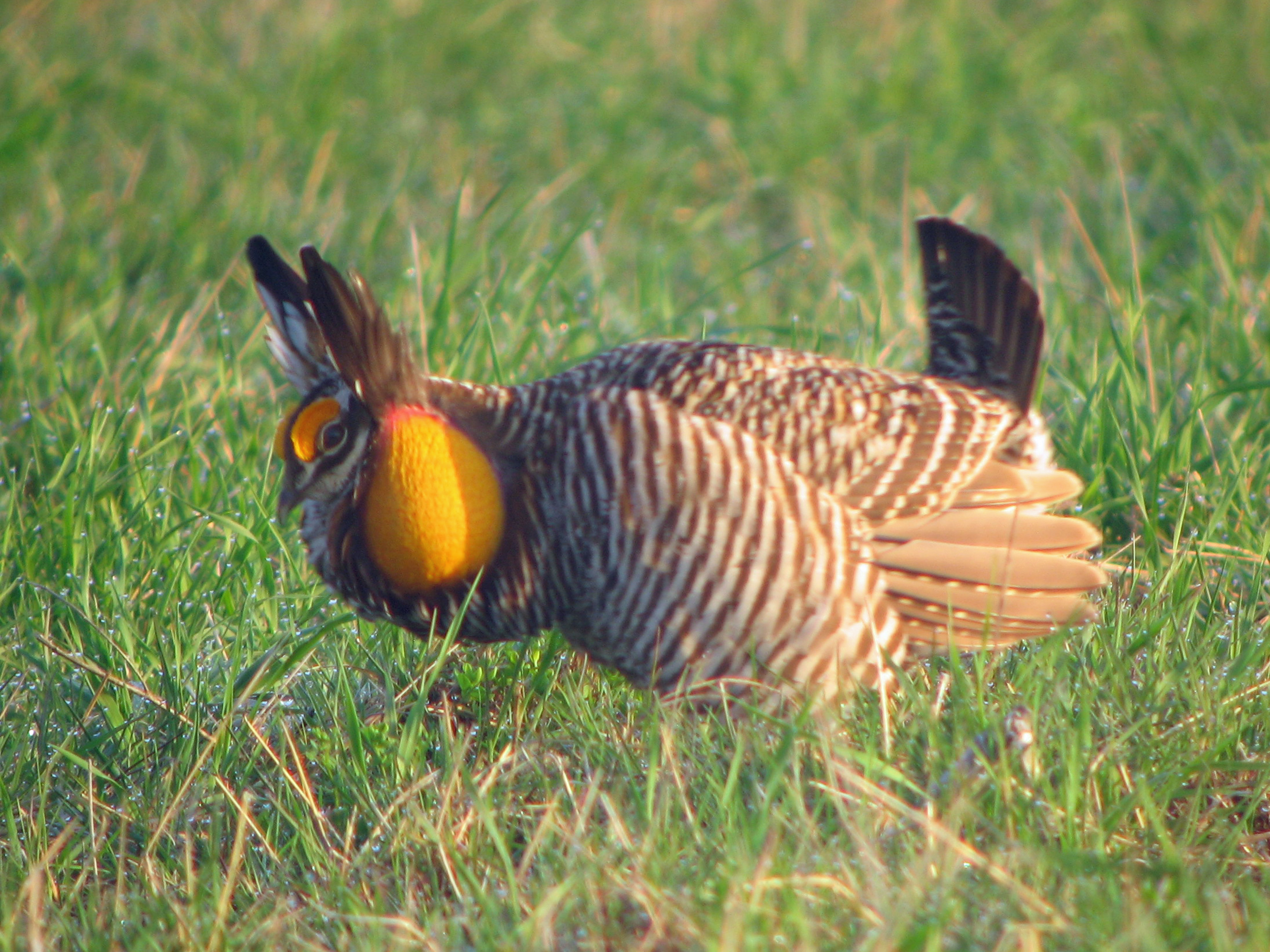
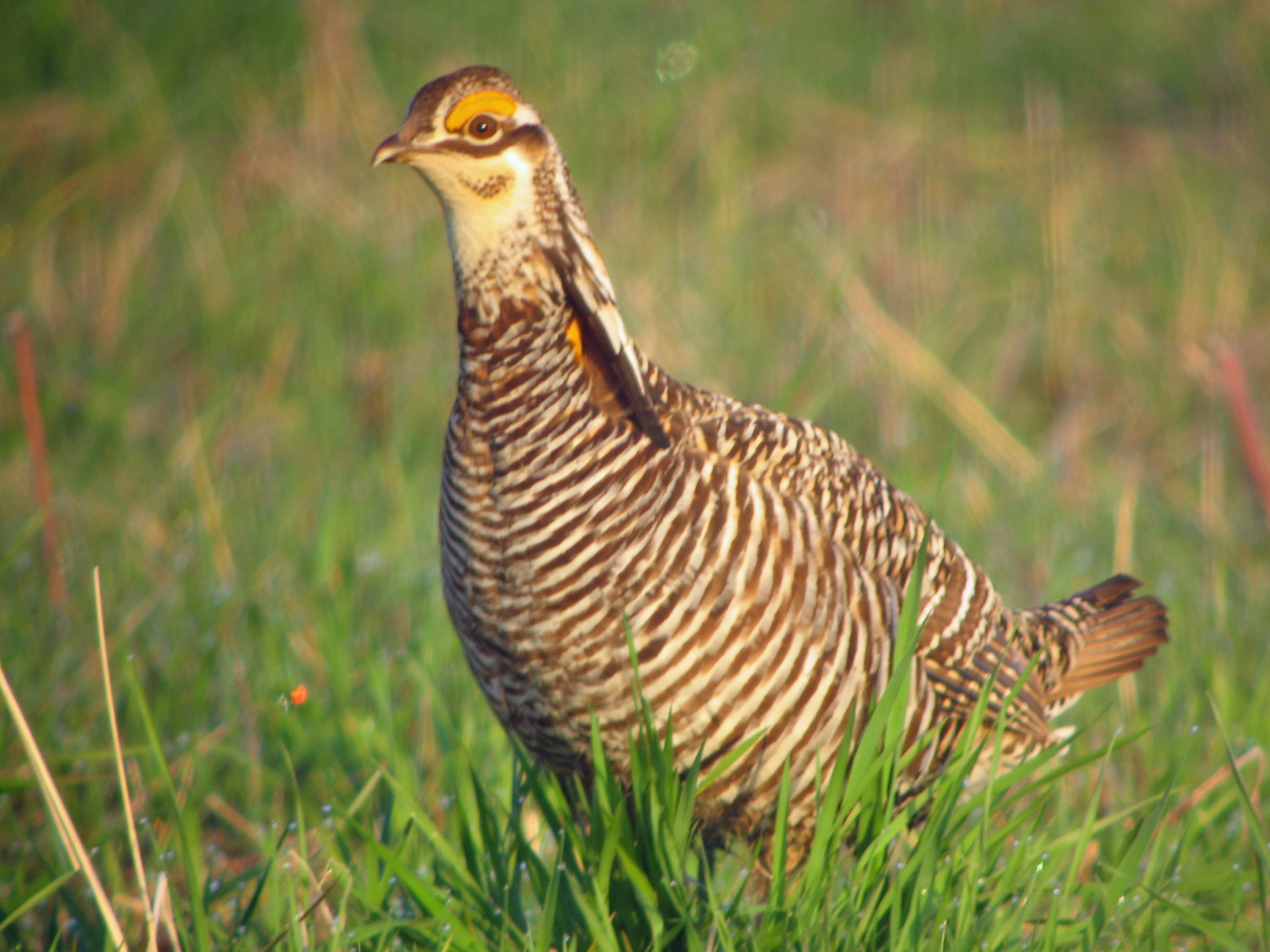